# Готлиб Дајмлер
Готлиб Вилхелм Дајмлер (Шорндорф, 17. март 1834 — Бад Канштат, 6. март 1900) је био немачки инжењер који је 1883. године конструисао први аутомобилски бензински мотор.
Основао је 1890. године компанију „Дајмлер-Моторен-Гезелшафт”, која се 26 година после његове смрти ујединила с фабриком Карла Бенца у компанију „Дајмлер-Бенц", произвођача престижних аутомобила „Мерцедес”.

## Признања
Готлиб Дајмлер, један од пионира аутомобилске индустрије, постао је члан Аутомобилске куће славних 1978. године, што представља велико признање за његов допринос развоју аутомобила. Његово име и наслеђе наставили су да живе кроз разне почасти које су му указане током времена.
Између 1993. и јула 2008. године, стадион у Штутгарту, Немачка, носио је име Готлиб-Дајмлер-Стадион. Овај стадион је био значајно место током Светског првенства у фудбалу 2006. године, које се одржало у Немачкој, где je одржанo шест утакмица овог великог спортског догађаја.
Готлиб Дајмлер је био познат по свом животном моту „Das Beste oder nichts“, што у преводу значи „Најбоље или ништа“. Овај мото одражавао је његову посвећеност врхунском квалитету и перфекционизму у свим аспектима његовог рада. Тај мото је 2010. године усвојен као званичан слоган компаније Mercedes-Benz, чиме је даље ојачано наслеђе Готлиба Дајмлера у свету аутомобилске индустрије.